# Montefeltro
Montefeltro je historická oblast v Itálii. Nachází se v Severních Apeninách a patří k ní části krajů Marche, Toskánsko a Emilia-Romagna i území nezávislé republiky San Marino. Největším městem je Novafeltria. Krajina je hornatá, nejvyšším vrcholem je Monte Carpegna (1415 m n. m.).
Název oblasti pochází z latinského názvu Mons Feretri, jak byla pojmenována hora, na níž leží obec San Leo – pravděpodobně podle označení boha Jupitera jako feretrius (hromovládný). Z tohoto kraje pocházel rod Montefeltrů, který proslul jako vládci města Urbino. Nachází se zde římskokatolická diecéze, nesoucí od roku 1977 název Diecéze San Marino-Montefeltro.
K turistickým atrakcím patří regionální přírodní park Sasso Simone a Simoncello a množství starobylých hradů: Belforte all'Isauro, Sassocorvaro, Montecopiolo a Tři sanmarinské pevnosti.